# Robert de Jonge Oudraat
Robert Hidde de Jonge Oudraat (Den Haag, 3 december 1921 - 2 juni 2003) was een Nederlandse Engelandvaarder en marinier. Hij werd Bobsje genoemd.
De Jonge Oudraats ouders woonden in de Laan Copes van Cattenburch in Den Haag. Van 1925 tot 1927 woonden zij in Batavia en Bandung. Nadat zijn vader aan cholera was overleden, hertrouwde zijn moeder in 1930 met Gerrit Jacobus Krediet, de vader van Chris Krediet. Deze woonde aan de Zijdeweg 4 in Wassenaar en beide jongens gingen naar het Nederlandsch Lyceum in Den Haag.
Toen de oorlog uitbrak, ging De Jonge Oudraat naar Zwitserland. Hij studeerde aan het Beatrix College in Glion. Daarna zette hij zijn tocht naar Engeland voort. Van Madrid ging hij naar Lissabon, waar hij op 2 juni 1943 met een KLM vlucht mee naar Bristol kon. Chris Krediet was al in 1940 via Zweden naar Engeland gegaan.

## Militaire carrière
De Jonge Oudraat ging bij de Koninklijke Marine. Na enige tijd werd hij in Dover geplaatst op de MTB Wasp om patrouilles te varen. In 1944 voer hij met de HMS Pasteur naar de Verenigde Staten. Na een verblijf van enkele weken in Camp Lejeune, het grote opleidingscentrum van het United States Marine Corps (USMC) in Jacksonville, Noord-Carolina, werd hij overgeplaatst naar de Officer Candidate School number 4 op de Marine Corps Base Quantico bij Triangle, Virginia.  Op 1 augustus 1944 werd hij bevorderd tot tweede luitenant. Aan het einde van de oorlog vloog hij terug naar vliegkamp Valkenburg. Daarna diende hij in Nieuw-Guinea en deed hij mee aan vredesmissies. Op 1 januari 1956 werd hij bevorderd tot majoor. In 1966 ging hij met pensioen.

## Civiele carrière
Op 1 januari 1967 begon zijn civiele carrière. Hij kwam bij de Public Relations van de Koninklijke Nederlandsche Gist- en Spiritusfabriek. Een jaar later kwam de fusie met Brocades tot stand. 
Van september 1972 tot januari 1987 werkte hij op het Europees Octrooibureau in Rijswijk.
Na de oorlog trouwde hij met Wamera Beke. Acteur Freek Brom is zijn kleinzoon. De Jonge Oudraat overleed in 2003 en werd in het crematorium Ockenburgh gecremeerd.

## Onderscheidingen
- Kruis van Verdienste
- Ereteken voor Orde en Vrede(OV)  met gesp
- Onderscheidingsteken voor Langdurige Dienst als officier (XX)
- Oorlogsherinneringskruis (OHK)
- Nieuw-Guinea Herinneringskruis
- Kruis Nederlandse Bond Lichamelijke Opvoeding (KLO)